# Tolquhon Castle
Tolquhon Castle is een zestiende-eeuws kasteel in de Schotse regio Aberdeenshire, gelegen zes kilometer ten oosten van Oldmeldrum en 2,5 kilometer ten zuiden van Tarves. Het kasteel is gebouwd door William Forbes die de vijftiende-eeuwse donjon gebouwd door de familie Preston incorporeerde.

## Geschiedenis

### Preston
Tolquhon Castle was een van de twee hoofdzetels in de Thanage of Formartine, het vruchtbare gebied tussen de rivieren de Don en Ythan. De andere hoofdzetel was Fyvie Castle. In 1390 verkreeg Sir Thomas Preston van Robert III van Schotland het beheer over de Thanage. De Prestons kregen later eveneens het beheer over Craigmillar Castle nabij Edinburgh.
Toen Sir Henry Preston, heer van Formartine, in 1433 stierf zonder mannelijke erfgenaam, werd het land verdeeld over de twee echtgenoten van de vrouwelijke erfgenamen. Tolquhon Castle kwam hierdoor in het bezit van Sir John Forbes die in 1420 met Marjorie, de tweede dochter van Sir Henry, was gehuwd.
In het begin van de vijftiende eeuw bouwde vermoedelijk Sir Henry Preston de donjon die in het latere Tolquhon Castle werd opgenomen als Preston's Tower, al is het niet uit te sluiten dat Sir John de toren bouwde.

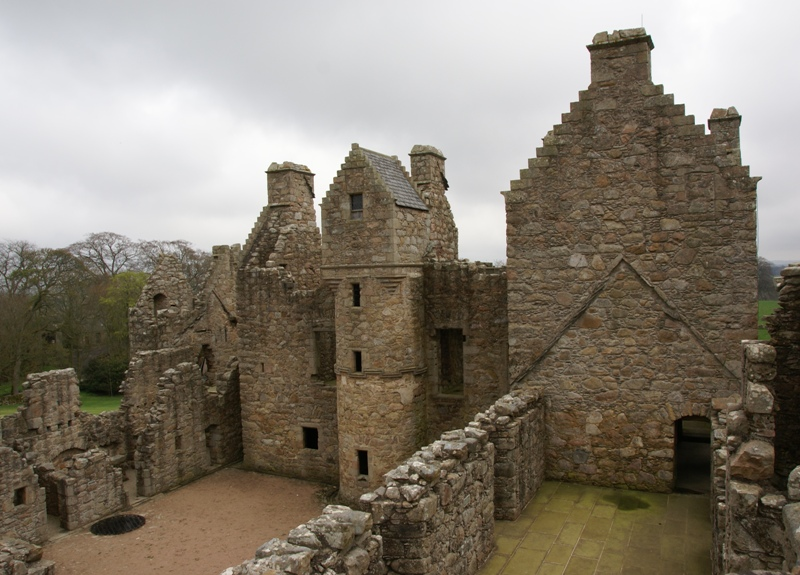
Tolquhon Castle: inner court met zuidvleugel; vooraan de galerij in de westvleugel

### Forbes
In 1547 erfde Sir William Forbes Tolquhon Castle. Hij was de zevende heer van Tolquhon. Het huidige Tolquhon Castle werd tussen 1584 en 1589 gebouwd door Sir William, die de vijftiende-eeuwse woontoren genaamd Preston's Tower integreerde in het nieuwe kasteel.
In 1589 bezocht Jacobus VI van Schotland het kasteel. In 1596 stierf William Forbes. Hij werd begraven in een tombe in de parochiekerk van Tarves. Zijn vrouw Elizabeth Gordon werd later bij hem begraven.
De elfde heer van Forbes verkocht Tolquhon Castle aan de Farquhars in 1716, maar weigerde het kasteel te verlaten. In 1718 werd hij gedwongen te vertrekken. Later kwam het kasteel in handen van de graaf van Aberdeen, die het kasteel als boerderij benutte voordat het halverwege de negentiende eeuw werd verlaten. In 1929 gaf de graaf van Haddo het kasteel in staatsbeheer.

## Bouw
Tolquhon Castle bestaat uit vier vleugels gelegen om een open binnenplaats, de inner court. De architect of meestermetselaar was Thomas Leiper, wiens initialen zijn terug te vinden bovenaan het hoofdgebouw in de zuidvleugel. Aan de noordzijde ligt de ommuurde outer court. In de noordoostelijke hoek bevond zich de duiventil. De poort van de outer court bevindt zich aan de noordzijde.

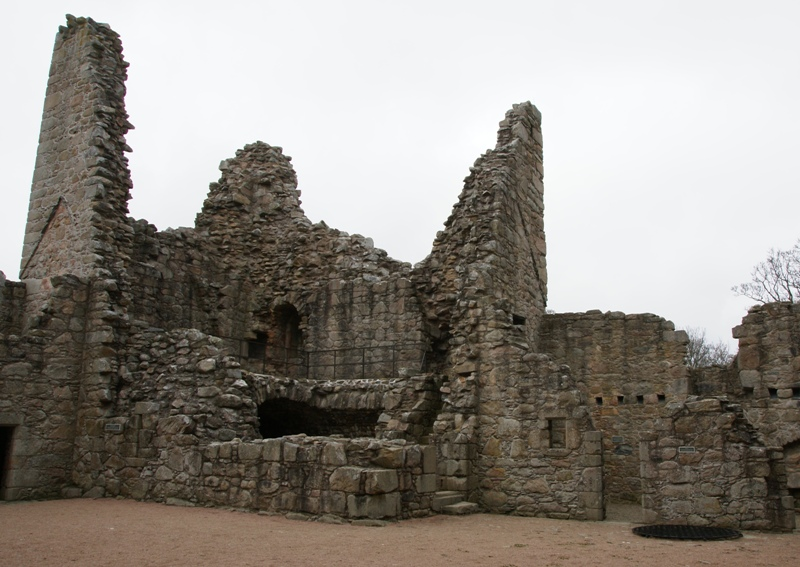
Tolquhon Castle: Preston's Tower gezien vanaf de inner court met rechts de put

De noordelijke vleugel van de inner court heeft een zwaar gedecoreerd poortgebouw in het midden. Aan de oostzijde van het poorthuis (links gezien vanuit de outer court) staat de originele woontoren met muren van drie meter dik, Preston's Tower genaamd. Het poorthuis zelf kent een speciale constructie van drie schietgaten naast elkaar, die ook te vinden zijn in Dean Castle. Een steen in de muur van het poortgebouw toont de tekst Al this warke excep the auld tour was begun be William Forbes 15 Aprile 1584 and endit be him 20 October 1589 (Het bouwen van het hele gebouw behalve de oude toren is begonnen door William Forbes op 15 april 1584 en werd door hem beëindigd op 20 oktober 1589). Boven de doorgang bevinden zich twee wapenschilden: die van de Forbes en die van Jacobus VI van Schotland. Ook zijn er een viertal figuren afgebeeld, waarvan eentje vrijwel zeker William Forbes voorstelt gezien de gelijkenis met een figuur afgebeeld bij zijn tombe in Tarves.
Aan de oostzijde van de inner court bevindt zich een zes meter diepe put, net als de woontoren daterende van vóór 1584. In de twee verdiepingen tellende oostvleugel bevonden zich opslagkelders, de vertrekken van de bedienden, het bakhuis en de gevangenisput (pit-prison).
In de drie verdiepingen tellende zuidvleugel (tegenover het poorthuis) bevond zich de residentie van de heer en vrouwe, de keuken en de great hall. In de great hall is de originele vloer is (deels gerestaureerd) bewaard gebleven.

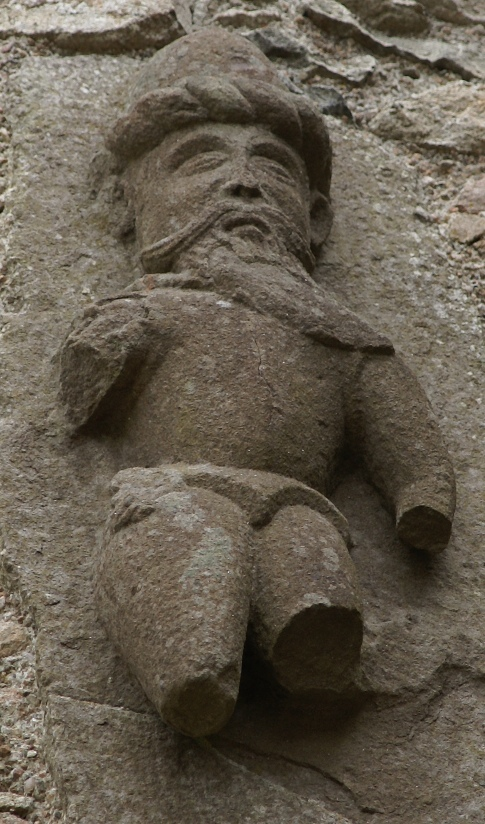
Tolquhon Castle: de figuur van William Forbes (op het poortgebouw)

In de westvleugel van twee verdiepingen hoog bevonden zich op de begane grond opslagkelders, inclusief de wijnkelder en brouwerij. Op de eerste verdieping bevond zich de galerij. Dit was een langwerpige vertrek die benut kon worden voor recreatie. Het vertrek werd ook de plaats waar familieportretten werden opgehangen en bijzondere eigendommen werden tentoongesteld. De kast in de westmuur diende vrijwel zeker als bibliotheek. De galerij eindigde in een klein rustvertrek boven het poorthuis.
Ten westen van het kasteel bevond zich de pleasance, een park. Aan de oostelijke zijde van de westmuur van de outer court bevonden zich bijenkorven.

## Beheer
Tolquhon Castle wordt sinds 1929 beheerd door Historic Environment Scotland, net als Tarves Medieval Tomb.